# Paço de São Miguel
O Paço de São Miguel, ou Paço de São Miguel da Freiria, Palácio do Pátio de São Miguel, Palácio dos Condes de Basto ou Palácio dos antigos Condes de Basto, como também é designado, é um palácio histórico situado no Pátio de São Miguel, na freguesia da Sé e São Pedro, em Évora, residência senhorial de primeira importância desde a época árabe, estando classificado como Monumento Nacional desde 1922.
A fundação do Paço de São Miguel remonta à época muçulmana, integrando a alcáçova de Évora, que correspondia à cerca romana e medieval. A ligação deste palácio à história de Évora foi tal que Túlio Espanca o classifica como "o edifício palaciano mais carregado de tradições" da cidade.

## História
Após a conquista da cidade pelas forças cristãs, o edifício foi entregue à Ordem de Avis, tendo mais tarde sido incorporado nos bens da coroa e passado a ser paço real de D. Fernando quando da sua estada na cidade que o beneficiou com obras diversas. Foi quase destruído na sequência da Crise dinástica de 1383–1385, por o capitão-mor de Évora ser um partidário de D. Leonor Teles. Após a consolidação do poder por D. João I, o edifício foi concedido a D. Nuno Álvares Pereira que o tem como morada durante cerca de 25 anos.
Mais tarde, D. Afonso V doa-o ao capitão-mor D. Diogo de Castro, de quem descende D. Fernando de Castro, 1º conde de Basto, por sua vez pai de Diogo de Castro, vice-rei de Portugal durante o reinado de Filipe III. Nele pernoitaram D. João II, D. Manuel, D. João III e D. Sebastião, este durante o período em que estudou na Universidade de Évora.
Devido à ligação à coroa castelhana e a sua retirada para Espanha, D. João IV expropria o palácio dos Condes de Basto, nele tendo morada ocasional, bem como posteriormente D. João V, Frei Domingos de Gusmão e D. Catarina de Bragança.
Foi depois comprado pelo lavrador Vicente Rodrigues Ruivo, e, em 1958, foi adquirido pelo Engº Eugénio de Almeida, conde de Vilalva, que reabilitou o palácio que estava muito degradado e ali estabeleceu a sede da Fundação Eugénio de Almeida.

## Descrição
Em termos arquitectónicos, o palácio é composto por uma série de volumes articulados de carácter monumental, com sucessão de pátios e dependências menores. O corpo principal, voltado para o Pátio de São Miguel, possui uma elegante loggia renascentista sobre uma arcada gótica, com abóbada nervurada, sendo percorrida ao alto por um esgrafitado quinhentista em banda.
Em todo o conjunto encontram-se vestígios de estruturas góticas, embora nele se notem sobretudo as cantarias quinhentistas, as janelas geminadas de arco de ferradura e estrutura de tijolo, as galerias e colunatas renascentistas, a fonte e casa de fresco do jardim, os torreões cilíndricos sendo clara a influência italiana no conjunto.
O interior dos edifícios é de igual valor e interesse: três salas do piso térreo estão cobertas por abóbadas pintadas a fresco pelo mestre Francisco de Campos, que assinou e datou uma delas com "F.O. de C.A.P.V.S., 1578". Trata-se de um conjunto de inspiração mitológica e ao gosto italianizante da época, com figuras avulsas e profusão de flores e frutos, pinturas de ornatos, alegorias triunfais e composições inspiradas nas Metamorfoses de Ovídeo, segundo estampas maneiristas flamengas e, num dos casos, celebrando a conquista de Túnis, em 1535, onde tomou parte o 2º conde de Basto.
Estas pinturas constituem um dos mais importantes conjuntos decorativos do país, raras não apenas pela qualidade da sua execução, mas igualmente pela grandiosidade do conjunto, pela temática profana apenas possível numa encomenda particular e visivelmente erudita, e pela sensualidade e paganismo de alguns motivos.